# Selišče (gmina Dolenjske Toplice)
Selišče – wieś w Słowenii, w gminie Dolenjske Toplice. W 2018 roku liczyła 41 mieszkańców.